# バランカ・デル・コブレ

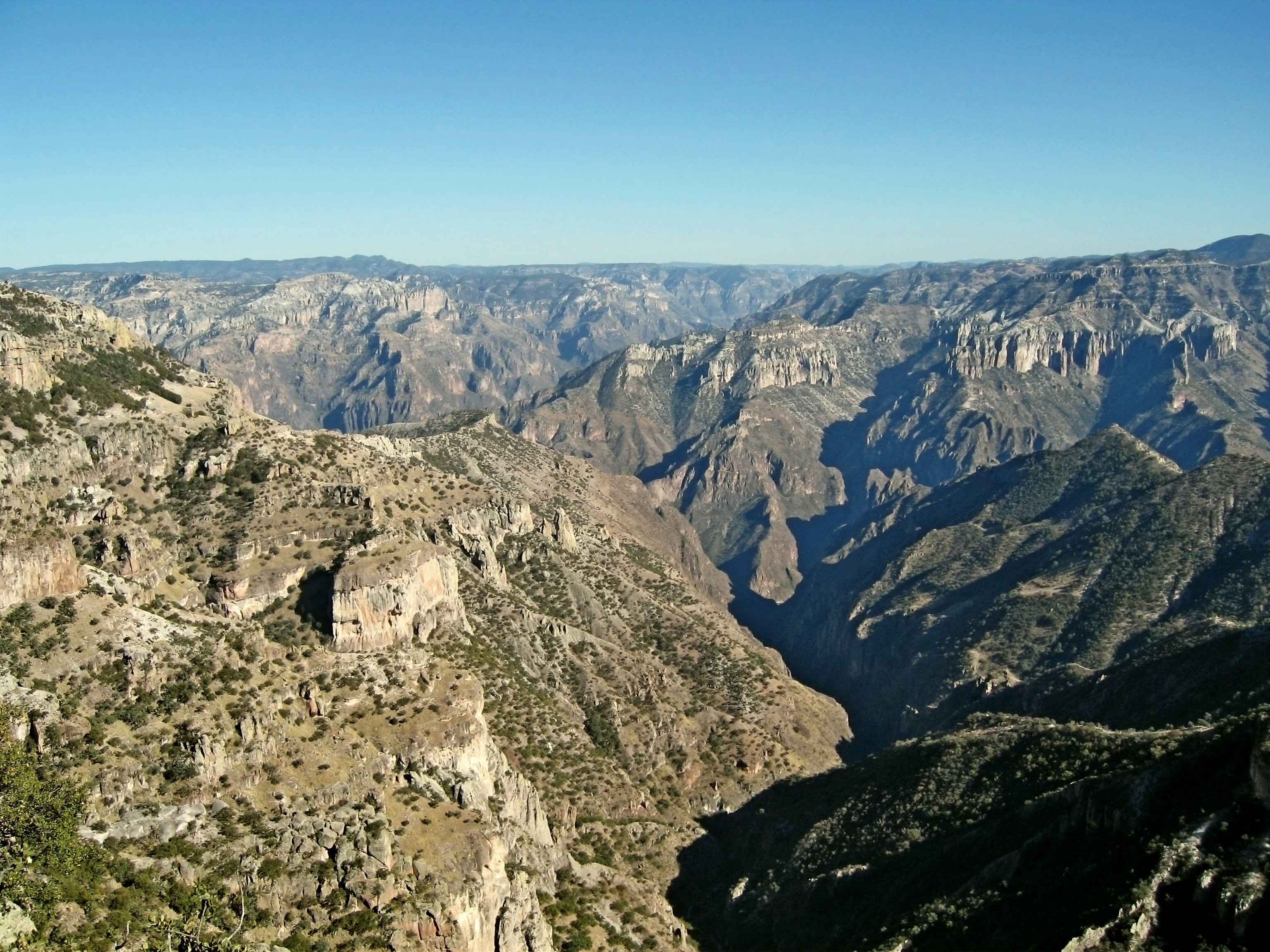
バランカ・デル・コブレ

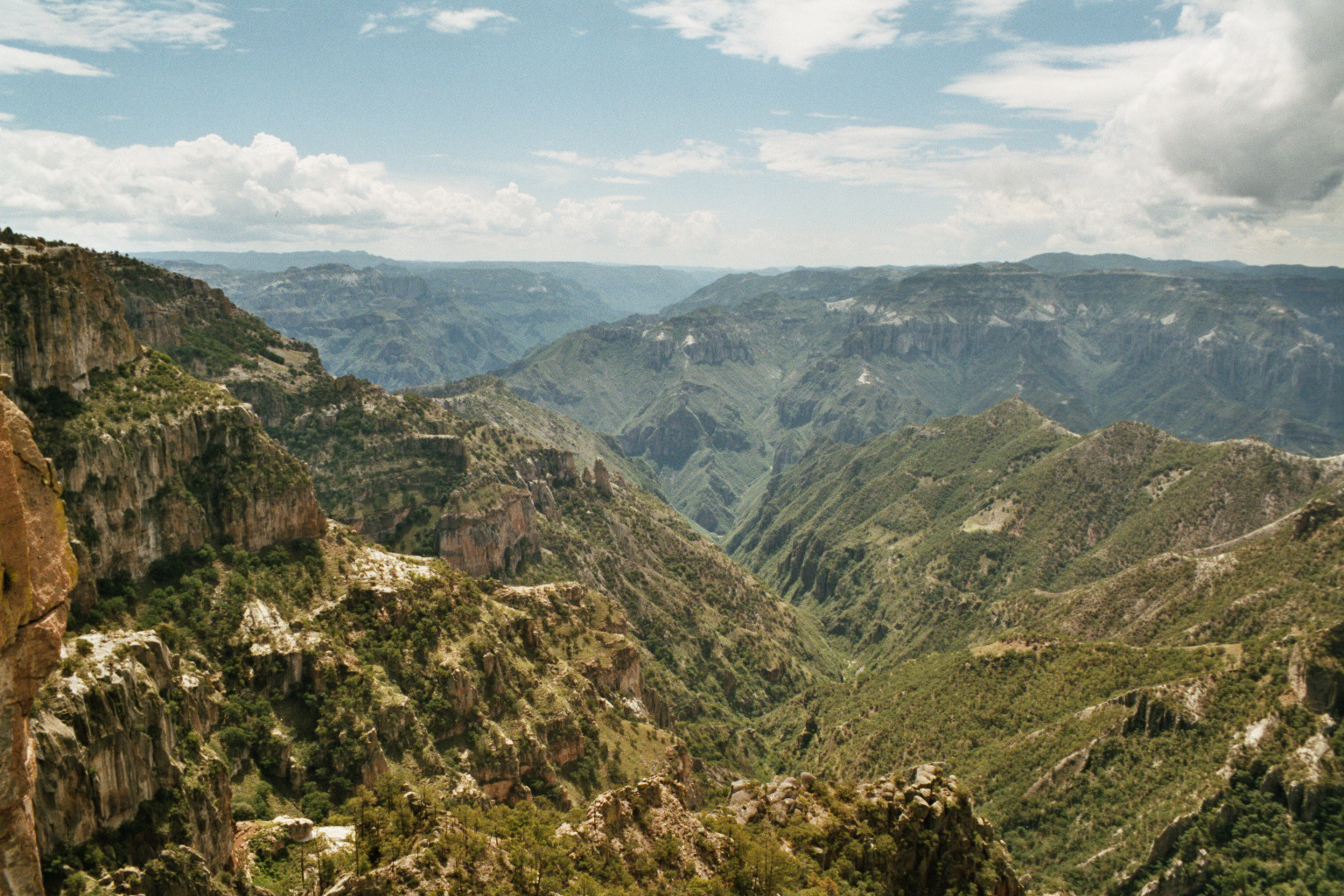
ウリケ川によって侵食された峡谷

バランカ・デル・コブレ（銅峡谷、Barranca del Cobre）は、メキシコ合衆国チワワ州にあるタラウマラ山脈の6つの峡谷からなる峡谷地帯である。フエルテ川上流部に当たる6つの川によってつくられている。英語での呼称であるカッパー・キャニオン (Copper Canyon) と呼ばれることもある。個々の峡谷はアメリカ合衆国のグランド・キャニオンより小規模であるが、峡谷地帯全体の規模ではグランド・キャニオンを上回る。
バランカ・デル・コブレはメキシコ先住民のタラウマラ族の伝統的な居住地となっている。バランカ・デル・コブレを横切るチワワ太平洋鉄道は、地元住民や観光客にとって重要な交通手段である。
メキシコ政府はバランカ・デル・コブレを宣伝するために、バランカ・デル・コブレ国立公園を制定した。